# Соларусса
Соларусса (итал. Solarussa) — коммуна в Италии, располагается в регионе Сардиния, подчиняется административному центру Ористано.
Население составляет 2493 человека, плотность населения составляет 78,18 чел./км². Занимает площадь 31,89 км². Почтовый индекс — 9077. Телефонный код — 0783.
Покровителем населённого пункта считается Святой Пётр. Праздник ежегодно празднуется 29 июня.
Близлежащие населённые пункты: Бауладу, Ористано, Паулилатино, Сиаматьоре, Симаксис, Траматца, Дзерфалиу.